# Negombo
Negombo (Singalès: මීගමුව [ˈmiːɡamuʋə]; Tàmil: நீர்கொழும்பு [nir koɭumbu]) és una ciutat important de Sri Lanka, a la costa de l'oest de l'illa i a la boca de la llacuna Negombo, a la Província Occidental, Sri Lanka. Negombo és la quarta ciutat més gran de Sri Lanka i és la ciutat més gran del districte de Gampaha. Negombo és també el centre administratiu de la divisió de Negombo. És un de important hub comercial amb aproximadament 142.136 habitants dins dels límits de la ciutat.
Està aproximadament a 35 nord de km de Colombo. Negombo és coneguda per la seva pesca i la vella indústria pesquera amb mercats de peix i platges sorrenques. Negombo esta molt occidentalitzada, sent una ciutat vibrant i és una de les destinacions turístiques important del país. L'Aeroport Internacional Bandaranaike de Sri Lanka està a Negombo.    

## Etimologia
El nom "Negombo" fou primer utilitzat pels portuguesos; el nom singalès Mīgamuva (මීගමුව) significa el "Grup d'Abelles". Va ser anomenat uns quants segles abans, en l'era dels reis antics. L'exèrcit del rei Kavantissa va trobar mel d'abella en una canoa prop de la costa, que va donar a loa princesa Viharamahadevi que estava embarassada del príncep Dutugamunu. A causa d'això el lloc va ser anomenat "Mee-Gomuwa".

## Història
La canyella salvatge que va créixer en la regió al voltant de Negombo va ser considerada la millor del món així com la més abundant i durant segles va atreure una successió de comerciants estrangers i poders colonials. Les aigües superficials del llac Negombo eren refugi segur per mariners i vaixells i esdevingué un dels ports claus (juntament amb Kalpitiya, Puttalam, Salavata, Kammala, Colombo, Kalutara, Beruwala i Galle) des dels que els singalesos van conduir el comerç extern.
Els primers àrabs musulmans (anomenats pels portuguesos "moros") van arribar a Ceilan en els segles vii i viii i finalment dominaren les rutes comercials cap a l'oest. Molts van escollir residir en les àrees costaneres, i el seu llegat encara es pot veure avui; els seus descendents, els musulmans de Sri Lanka, són la majoria més important de Negombo.
El monopoli dels musulmans es basava en el comerç de canyella, i el domini del circuit i les rutes per les que el producte era transportat a Europa i a la Mediterrània, feia augmentar molt el preu. Això va afavorir l'establiment portuguès al segle xvi.
Desembarcats el 1505, els portuguesos van foragitar als musulmans o moros i van construir un fort a Negombo dominant llavors el comerç de la canyella cap a Occident. Durant l'ocupació portuguesa, el clan Karawa o Karava (clan de pesca tradicional de Negombo) va abraçar el Catolicisme gairebé sense excepcions. Tan exitosa fou la conversió dels karawes o karaves que encara avui Negombo és de vegades anomenada com 'Petita Roma' i gairebé dos terços de la seva població professa la fe catòlica.

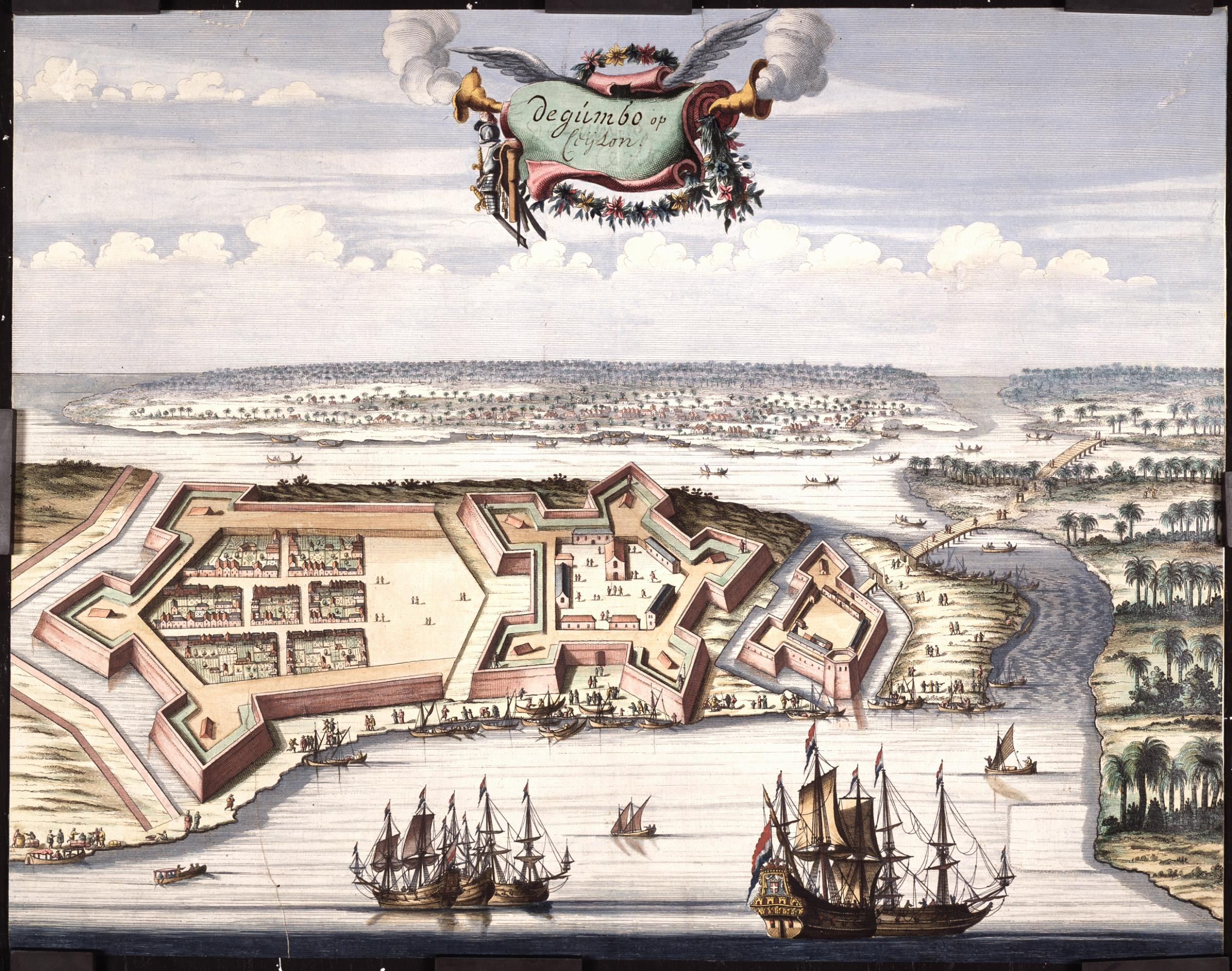
Pintura per Johannes Vingboons del fort holandès a Negombo, vers 1665

Els portuguesos van reestructurar la producció tradicional de canyella i van mantenir el control sobre el seu comerç per més d'un segle. La decadència del seu poder va començar els anys 1630 quan la guerra entre els portuguesos i el regne de Kandy va entrar en un impàs. El rei de Kandy es va girar cap a la Companyia Holandesa de les Índies Orientals per ajuda. Els holandesos van capturar Negombo als portuguesos el 1646 i van negociar un armistici amb Portugal per deu anys. Durant aquest període el rei de Kandy va buscar provocar un conflicte entre les nacions passant a través dels territoris d'un per atacar l'altre. En una ocasió va capturar el fort de Negombo i va enviar el cap del comandant holandès Adrian Vander Stell al seu compatriota a Galle. Tot i que els holandesos van recuperar el control de Negombo de mans del rei per mitjans diplomàtics, les hostilitats van continuar. En particular, la disrupció del comerç de canyella era el mètode favorit del Rei per fustigar als holandesos.
El llegat de l'era colonial holandesa es pot veure en el fort holandès, que es va construir el 1672, així com alguns altres edificis i l'extens sistema de canals que corre 120 km des de Colombo al sud fins a Puttalam al nord, a través de Negombo.
Tot el segle xviii la demanda de canyella de Ceilan superava la collita, i la seva qualitat sembla que se'n va ressentir. Altres factors, incloent l'hostilitat continuada del govern de Kandy i un comerç de canyella rival a la Xina, va provocar una disminució del 40% en el volum de la canyella exportada entre 1785 i 1791. Malgrat intents de netejar la terra al voltant de Negombo i crear plantacions de canyella, quan el Coronel britànic Stuart (comandant de les forces britàniques d'ocupació) va agafar el control del comerç el 1796 ja era clar que la indústria agonitzava. Les polítiques deficients posades en marxa pel governador Frederick North (el primer governador del Ceilan britànic) va exacerbar el problema. Pels anys 1830 l'interès comercial s'havia mogut ca a altres llocs.
Després de la conquesta britànica del Regne de Kandy el1815, Negombo va perdre el seu valor estratègic com a posició exterior de Colombo. Tanmateix va continuar tenint influència comercial. La pesca a Negombo era al cor del comerç de marisc a Ceilan, i molts emigrants que tenien la pesca com ofici van arribar anualment amb els beneficis de les seves aventures per invertir en aquest sector a la ciutat. El 1907 Negombo va ser connectada al projecte de ferrocarril que enllaçava tota l'illa sota control britànic i animava el creixement de plantacions de cocos, te i cafè.

## Geografia i clima

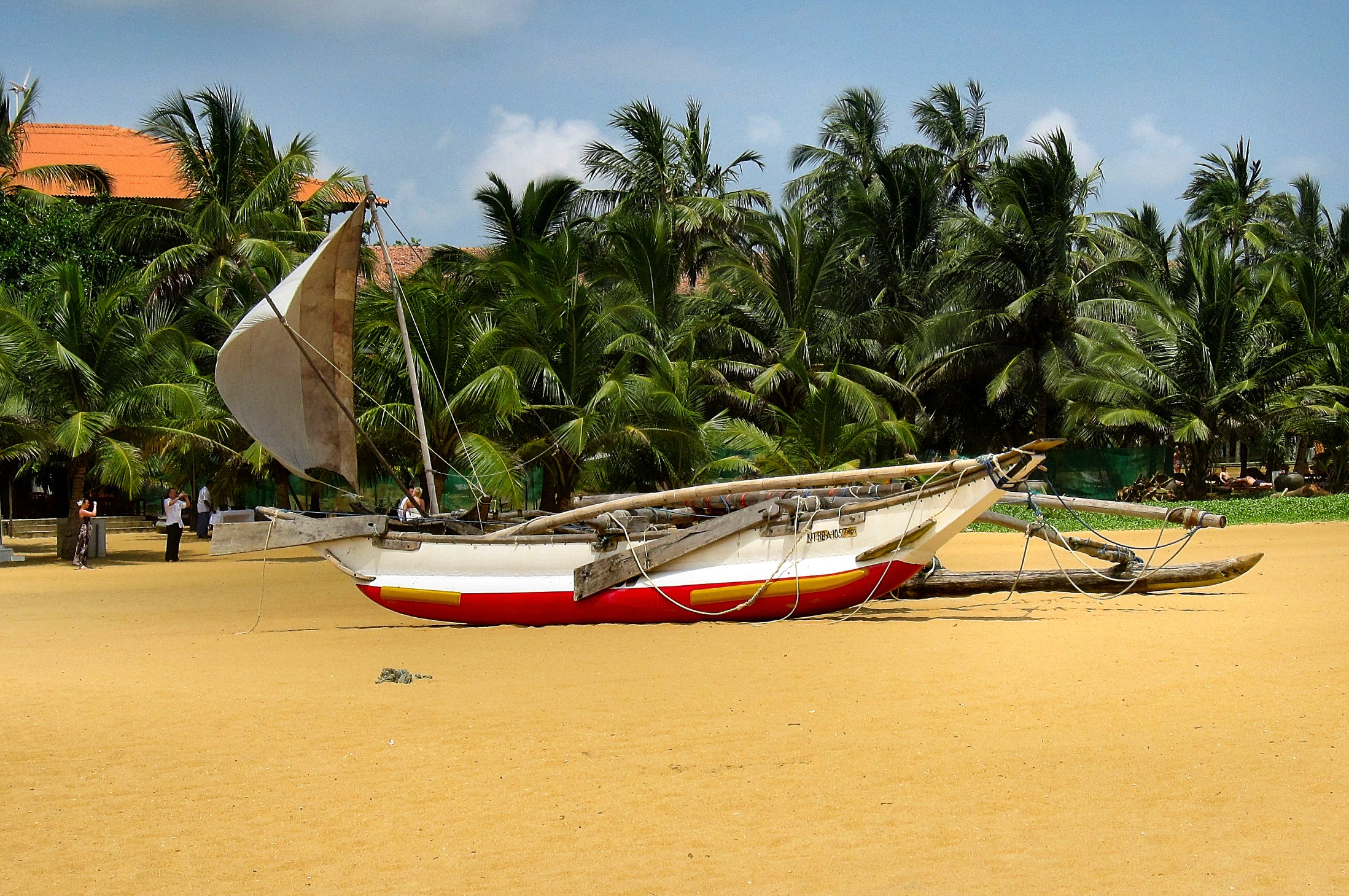
Una barca de pesca tradicional

Negombo està aproximadament 2 metres per sobre el nivell del mar, i la geografia és una barreja de terra i aigua. El canal holandès corre pel cor de la ciutat. La llacuna és un del més bonics paisatges de Negombo. Hi ha més de 190 espècies de flora i fauna i abundància d'ocells en els seus mangles. La frontera del nord de la ciutat està formada pel riu Ma Oya que desaigua a l'Oceà Índic.
Negombo presenta un clima típic tropical de selva humida clima dins la classificació de Köppen. La ciutat rep pluviositat principalment dels monsons del sud-oest de maig a agost i d'octubre a gener. Durant els mesos restants hi ha poca precipitació. La precipitació anual mitjana és aproximadament 2400 mil·límetres. La temperatura mitjana varia 24 a 30 graus celsius, i hi ha nivells d'humitat alta de febrer a abril.

## Llacuna Negombo

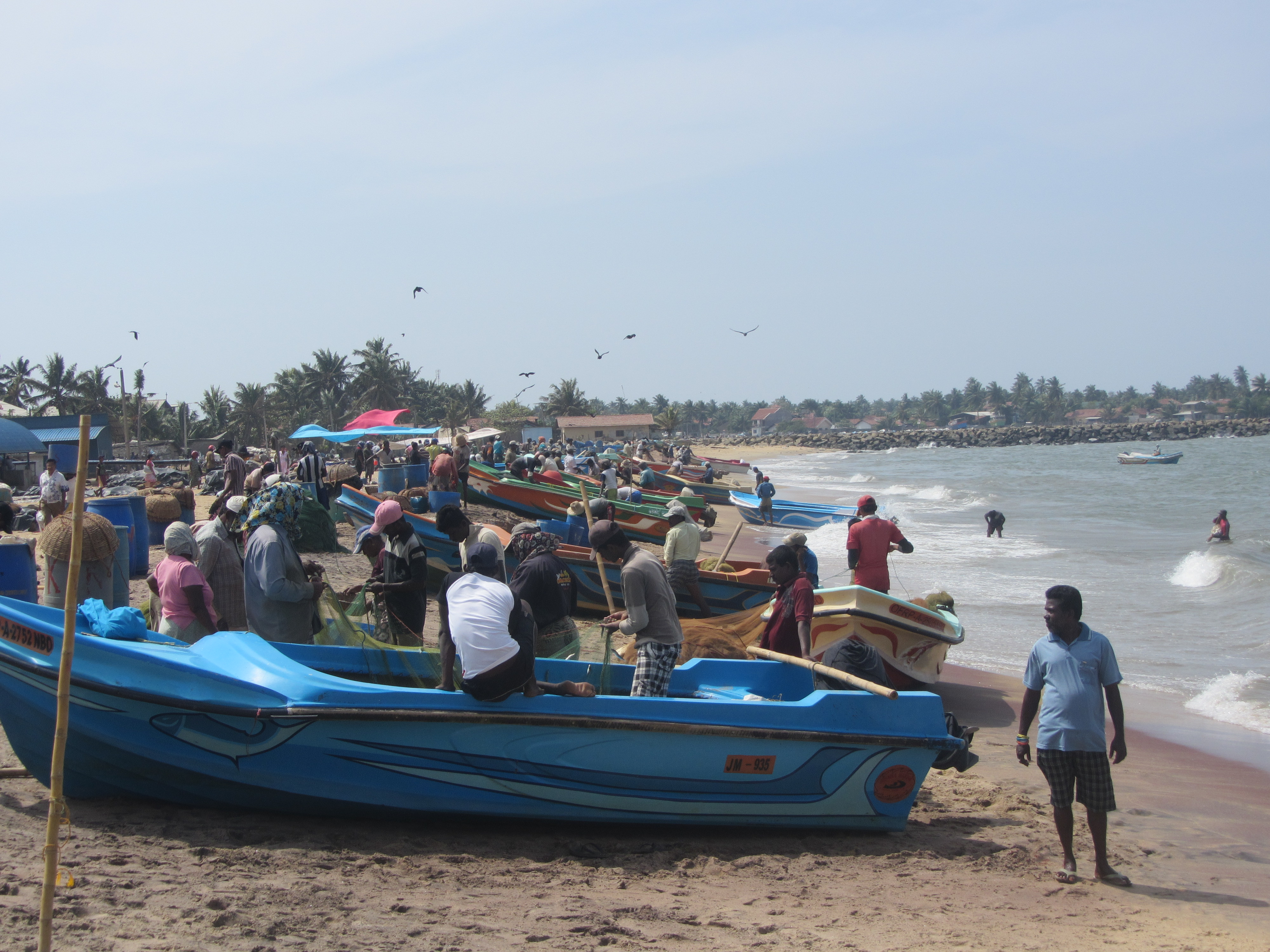
Pescadors de Negombo

La llacuna de Negombo és un gran cos d'aigua coster clos amb abundància de recursos naturals. La llacuna està alimentada per un nombre de rius petits i pel canal holandès. Enllaça amb l'oceà indi per un canal estret al nord, prop de la ciutat de Negombo. La llacuna i l'àrea de terra del pantà també permet l'agricultura local i l'activitat forestal. Té molts manglars i atreu una varietat ampla d'ocells d'aigua. La llacuna té diverses espècies de flora, fauna i així com múltiples espècie d'ocells i varietat d'animals. La llacuna és una atracció local i turística important principalment per turisme i passejos en bot.

## Demografia
Segons l'estadística de 2001, el 12% de la població del districte de Gampaha viu a la ciutat de Negombo, sent el total de 128.000 habitants. És una ciutat multi-ètnica i multi-cultural. La majoria dels residents de Negombo pertanyen a la majoria singalesa. Una quantitat gran de tàmils i la comunitat musulmana també viuen a la ciutat. Segons el cens de 2012 la població era de 142.136 habitants.
La taula següent resumeix la població de Negombo segons ètnia (cens del 2001)
| Etnicitat         | Població | % del Total |
| ----------------- | -------- | ----------- |
| Singalesos        | 87,207   | 68%         |
| tàmils            | 17,112   | 13%         |
| tàmils indis      | 2,238    | 1.7%        |
| musulmans (moros) | 19,022   | 15%         |
| Burghers          | 1,138    | 0.9%        |
| malais            | 292      | 0.3%        |
| Chettys           | 257      | 0.3%        |
| Bharathes         | 400      | 0.4%        |
| Altres            | 334      | 0.3%        |
| Total             | 128,000  | 100%        |

Població de Negombo per religió al cens de 2012

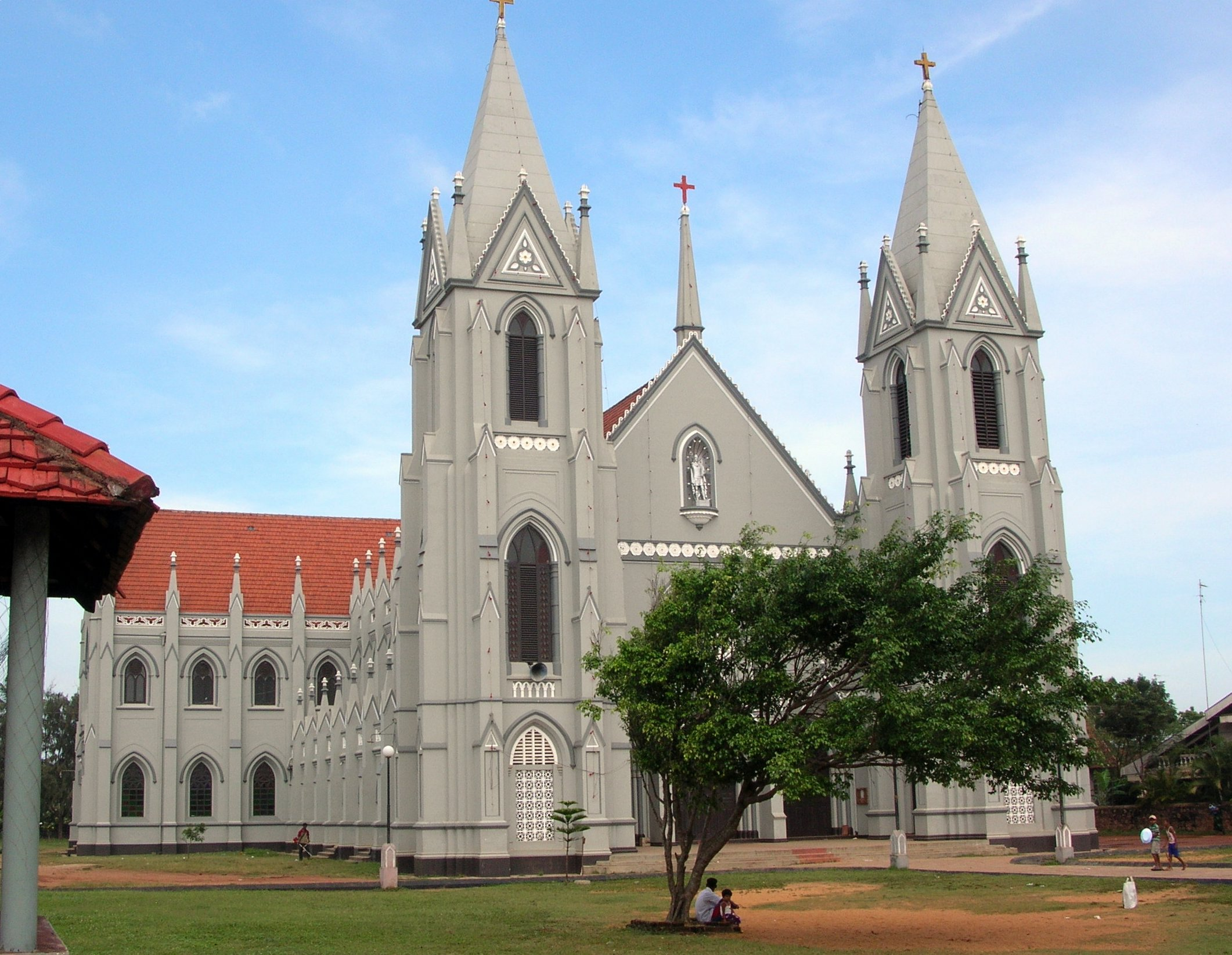
L'església de Sant Sebastià a Negombo

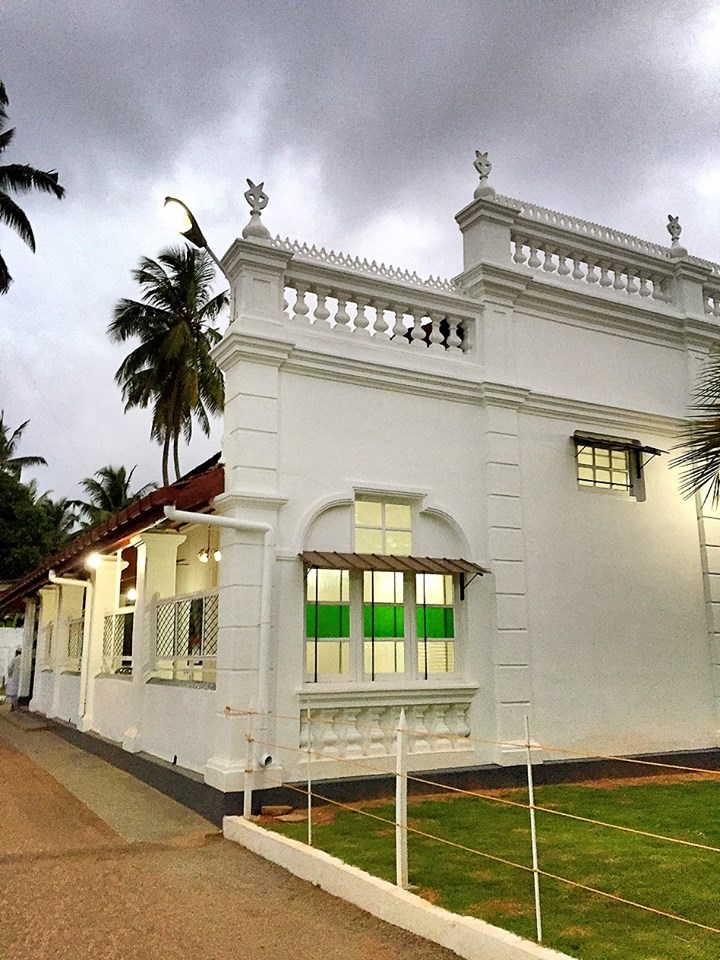
Mesquita Udayar Thoppuwa a Dheen Junction, Negombo, Sri Lanka

| Religió                         | Població | % del Total |
| ------------------------------- | -------- | ----------- |
| Budista                         | 15,732   | 11.07%      |
| Hinduista                       | 11,145   | 5.85%       |
| Islam                           | 20,374   | 14.33%      |
| Catòlics romans                 | 90,000   | 65.31%      |
| Altres denominacions cristianes | 4,755    | 3.35%       |
| Altres                          | 130      | 0.09%       |
| Total                           | 142,136  | 100%        |

## Govern local
El Consell Municipal de Negombo governa la ciutat amb un alcalde al front del govern, des de 1950. L'alcalde de Negombo i els membres de consell són elegits a través de votacions de govern local que es fan cada cinc anys. Hi ha 29 districtes (wards) dins del terme municipal de Negombo. Cadascun és representat per un membre elegit.
La Junta local va començar el 1878. Després de 44 anys va esdevenir Consell de Districte Urbà l'1 de gener de 1922. El Consell Urbà de Negombo va rebre estatus de Consell Municipal l'1 de gener de 1950 sota la ordenança municipal de 1865.

## Economia
Negombo està aproximadament a 5–6 km del Aeroport Internacional Bandaranaike. Té un port pesquer (ja utilitzat durant els períodes de colonització portuguesa i holandesa)
L'economia de Negombo està principalment basada en el turisme i la vella industria de la pesca, encara que també produeix canyella, ceramiques, i articles de llautó.

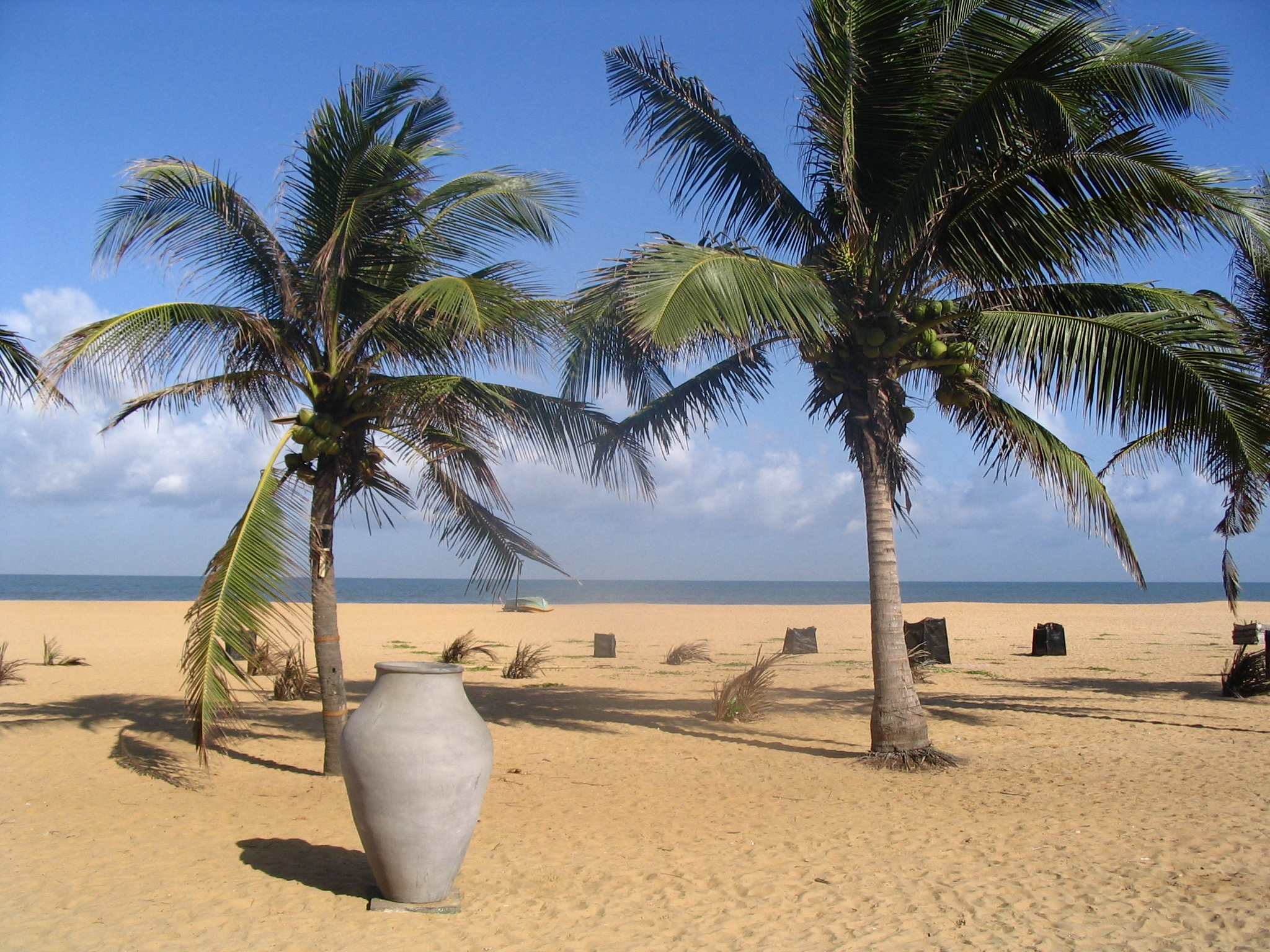
Platja